# Pjotr Durnovo
Pjotr Nikolajevič Durnovo (rusky Пëтp Николаевич Дуpново; 24. březnajul./ 5. dubna 1845greg., Moskva – 11.jul./ 24. září 1915greg. Petrohrad) byl ruský politik a ministr vnitra během revoluce roku 1905.

## Životopis

### Před ministerským mandátem
Matka byla neteř admirála Lazareva. Sám Pjotr absolvoval v roce 1860 kadetskou školu, dal se k námořnictvu, procestoval s posádkou kus světa. Roku 1872 byl přesunut k ministerstvu spravedlnosti.
Tentýž rok byl jmenován zástupcem prokurátora u Vladimirského krajského soudu. V roce 1873 získal tutéž pozici v Moskvě. Od srpna 1875 se stal advokátem v Rybinsku. V roce 1884 byl poslán do zahraničí, kde hledal způsoby, jak dohlížet na protistátní elementy a jak je nejlépe využít.
V letech 1900 - 1905 byl náměstkem ministrů vnitra D. S. Sipjagina, V. K. von Pleveho, P. D. Svjatopolka-Mirského a A. G. Bulygina.

### Ministr vnitra
Po Bulyginově rezignaci se Durnovo stal ministrem vnitra ve vládě Sergeje Witta. Dne 30. října 1905 byl jmenován členem Státní rady.
V boji proti revoluci roku 1905 používal tvrdá opatření, podporované aktivity Černosotněnců, což byl také hlavní důvod, proč se roku 1906 rozhodli Eseři Durnova zabít. Jako atentátnice byla vybrána eserka Leontěva, která však omylem postřelila staršího francouzského obchodníka, který byl ministrovi velmi podobný.
Po delší neshodě s vládou se Durnovo rozhodl rezignovat a svůj post přenechat Pjotru Stolypinovi.

### Poslední léta
V červenci roku 1914 vypukla první světová válka, kterou si car Mikuláš II. velmi přál. Durnovo si však uvědomoval vážnost situace a napsal carovi memorandum:
| „                                                   | Velká evropská válka by představovala pro Rusko i pro Německo smrtelné nebezpečí, ať už v ní zvítězí kdokoliv. V případě naší porážky by byla sociální revoluce v její extrémní formě nevyhnutelná... | “ |
| — Výňatek z Durnovova memoranda adresovaného carovi | |   |

Car ho však ani nepřečetl. Durnovo zemřel 24. září 1915 v Petrohradě. Pohřben je v selu Treskino Penzenské oblasti.